# American Patrol
Pour les articles homonymes, voir American et Patrouille.
Clip vidéo
[vidéo] « American Patrol - Glenn Miller (1942) », sur YouTube
American Patrol (patrouille américaine, en anglais) est une musique américaine de 1885 du compositeur-arrangeur américain F. W. Meacham. Elle devient un standard de jazz, de la musique militaire américaine, et de la culture des États-Unis, durant la seconde Guerre mondiale, avec la célèbre version marche-Fox-Trot de 1942, du Major Glenn Miller et de son big band jazz & swing « Glenn Miller Army Air Force Band » de l'US Air Force de l'armée américaine.

## Historique
Cette célèbre musique populaire patriotique américaine est écrite en 1885, par le compositeur-arrangeur américain F. W. Meacham (1856-1909). Composée à l'origine pour piano, et inspirée entre autres des chansons américaines patriotiques emblématiques Yankee Doodle, ou I Wish I Was in Dixie de La Nouvelle-Orléans dans le Sud des États-Unis, elle est arrangée et éditée en 1891 en marche-quickstep-foxtrot pour orchestre d'harmonie. 

Glenn Miller et son big band jazz &  swing des années 1940
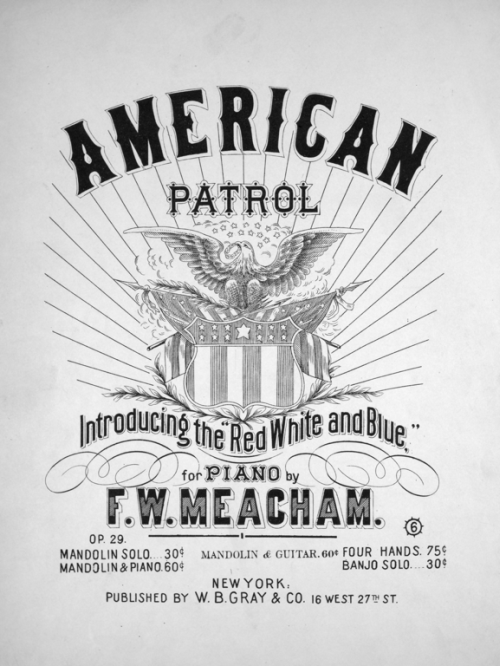
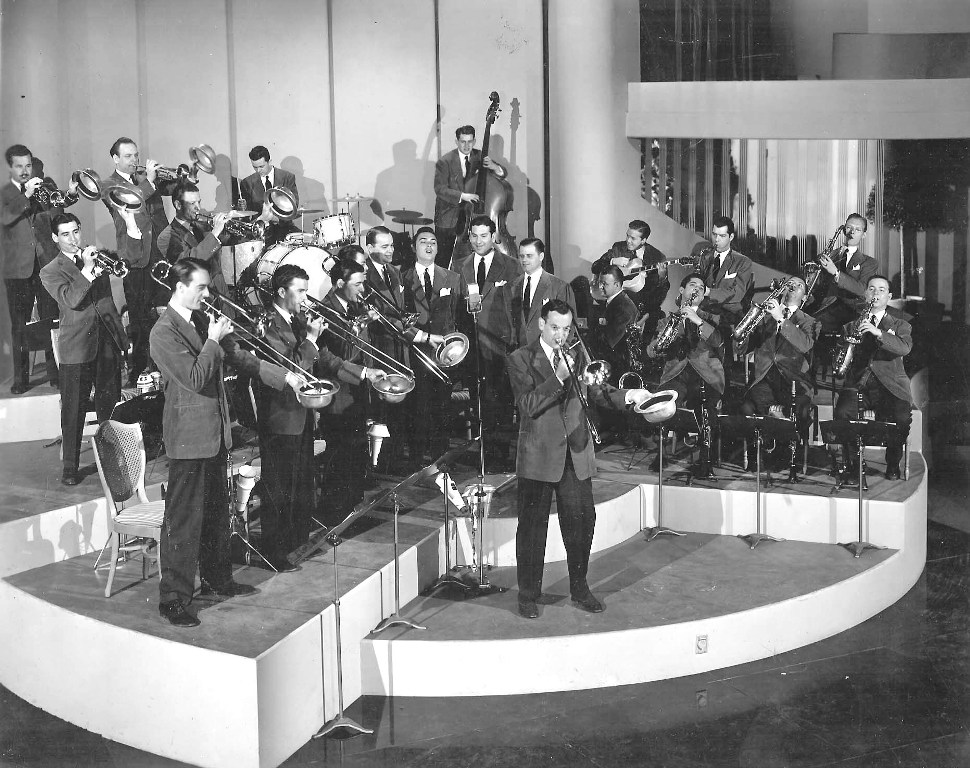
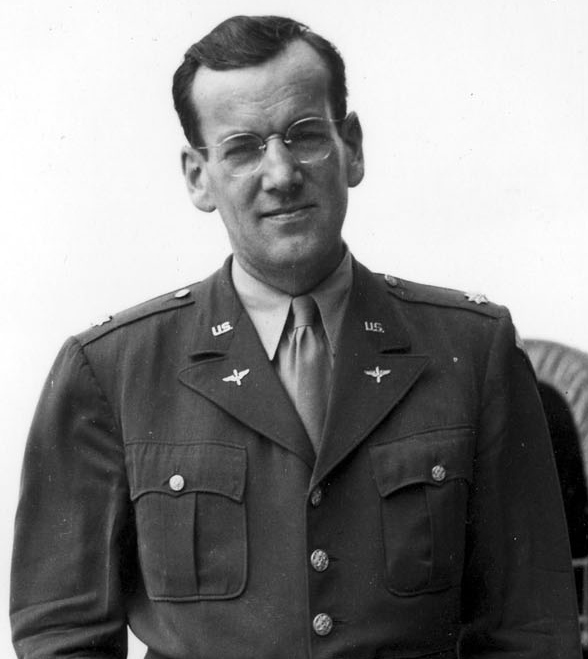
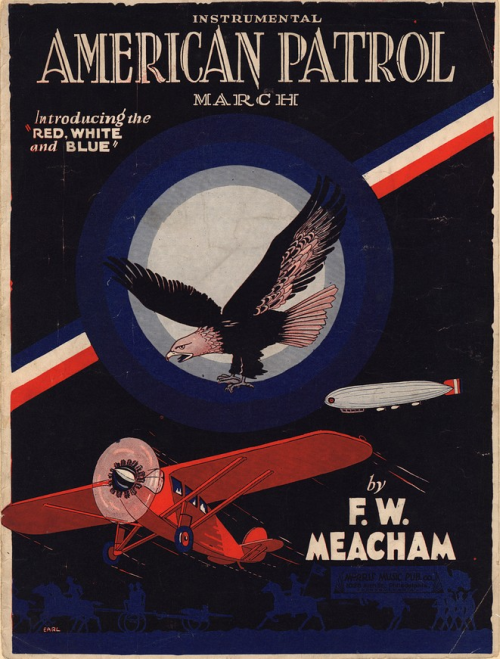

Durant le tournage par la 20th Century Fox à Hollywood, du film musical Ce que femme veut, d'Archie Mayo, Glenn Miller enregistre le 2 avril 1942 avec son big band, une version marche-Fox-Trot, arrangée par Jerry Gray (en), sortie en Disque 78 tours 27873A chez RCA Victor. Il en fait un des grands succès records de vente international de son célèbre big band « Glenn Miller Army Air Force Band » de l'US Air Force, durant la seconde Guerre mondiale, avec entre autres In the Mood, Chattanooga Choo Choo, Moonlight Serenade, Tuxedo Junction... Glenn Miller disparaît en mer en pleine gloire internationale à l'age de 40 ans (accidentel ou abattu par la luftwaffe) durant un vol en Noorduyn Norseman entre Londres et Paris en 1944, ou il allait jouer à l'Olympia, durant la Seconde Guerre mondiale (le film Romance inachevée, d'Anthony Mann de 1954 retrace son histoire avec ses principaux succès pour la musique du film). 
Elle est depuis rééditée, reprise, et arrangée de nombreuses fois, entre autres avec la version harmonie-fanfare de Morton Gould...

## Au cinéma
- 1942 : Ce que femme veut, d'Archie Mayo
- 1954 : Romance inachevée, d'Anthony Mann (The Glenn Miller Story, film biographique de Glenn Miller)